# Francesco Belli
Francesco Belli ist ein italienischer Dirigent und Klarinettist. Seit 2021 ist er Chefdirigent des Orquesta Filarmónica de Cali.

## Leben
Geboren in Maenza, stammt Belli aus einer Familie von Künstlern und Musikern. Dank der Unterstützung seines Großvaters mütterlicherseits, der Musiklehrer war, begann Belli seine musikalische Ausbildung bereits in jungen Jahren und spielte in der örtlichen Blaskapelle. Später studierte er am Conservatorio L.Refice in Frosinonea und setzte sein Studium beim italienischen Komponisten Daniele Paris und dem Klarinettisten Luigi Neroni fort.
Nachdem er seinen Abschluss gemacht und die höchste Auszeichnung erhalten hatte, studierte er weiter Klarinette bei Karl Leister (Berliner Philharmonie) und Orchesterleitung bei Franco Ferrara und Nicola Samale. 
Von 1997 bis 2001 war er Chefdirigent des Orquesta Filarmónica del Valle de Cauca in Cali, Kolumbien. 2003 gehörte er zu den Gründern der „Latina Philharmonia“, deren musikalischer Leiter er war. Außerdem ist er ständiger Gastdirigent des Orquesta Sinfónica Nacional de Cuba. Dieses ernannte ihn zum Ehrengast und überreichte ihm für seine Verdienste um das wichtigste kubanische Symphonieorchester die Gedenkmedaille zum 50-jährigen Bestehen. 
Belli war künstlerischer und musikalischer Leiter der „Concerti al Chiostro“ in Carpineto Romano, der Accademia Musicale Lepina, des Festivals von San Martino und des Musikfestivals in Sabaudia. Er unterrichtete am italienischen Staatskonservatorium und am Otorino Respigh Higher Institute of Music. 
Seit 2021 ist er Chefdirigent des Orquesta Filarmónica de Cali.

## Auszeichnungen
- “Huésped de Honor” de la Orquesta Filarmónica Nacional de Cuba
- “Medalla conmemorativa Aniversario 50 de la Orquesta Sinfónica Nacional”
- "Ciudadano excelente" de Alcaldía de Sabaudia, Italia, 2013